# Beate Pfeiffer

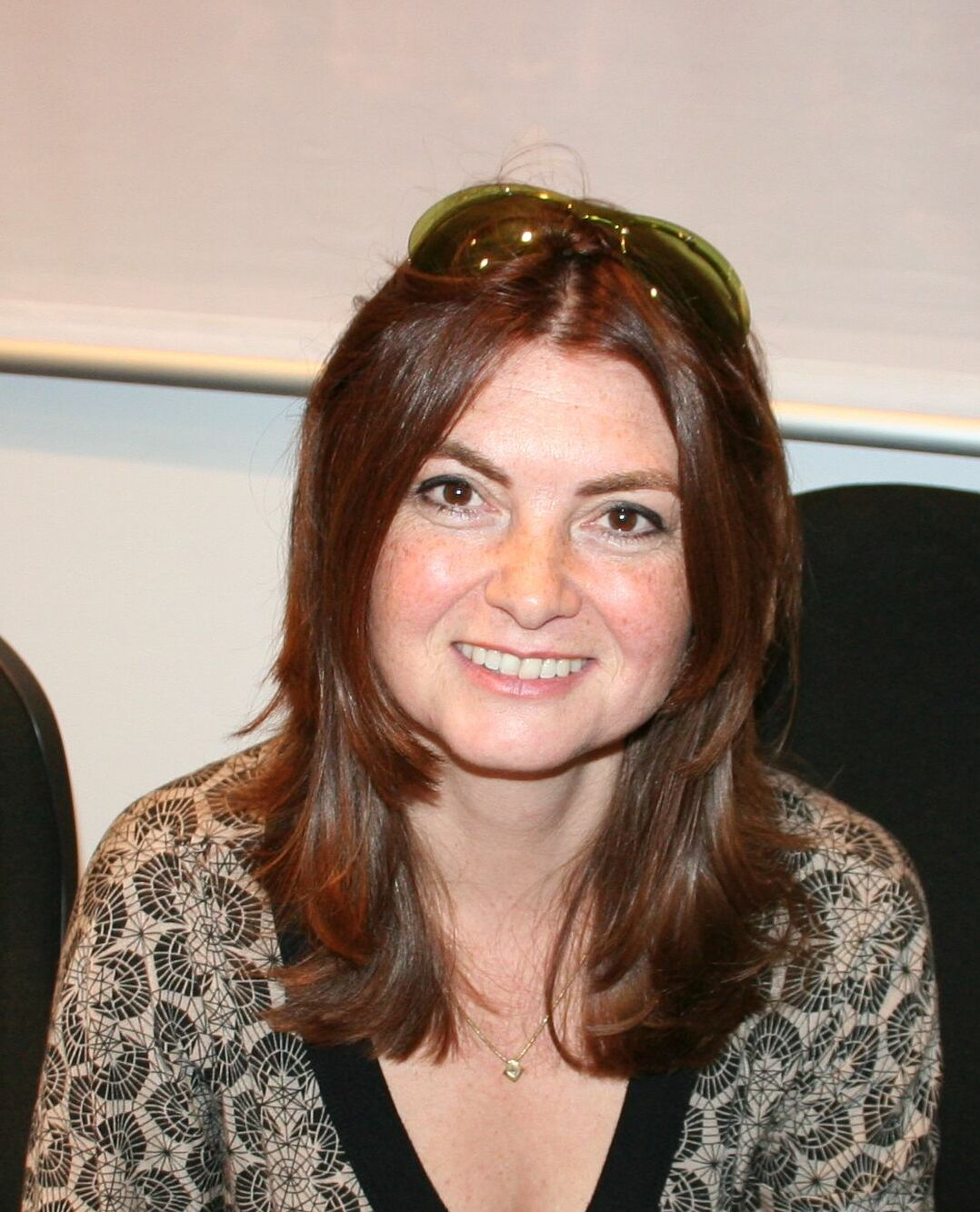
Beate Pfeiffer (2010)

Beate Pfeiffer (* 18. Juli 1963 in Dudweiler) ist eine deutsche Schauspielerin und Synchronsprecherin.

## Leben
Beate Pfeiffer stammt aus dem Saarland und lebt heute als freie Schauspielerin und Dipl.-Designerin (FH) Innenarchitektur in München.

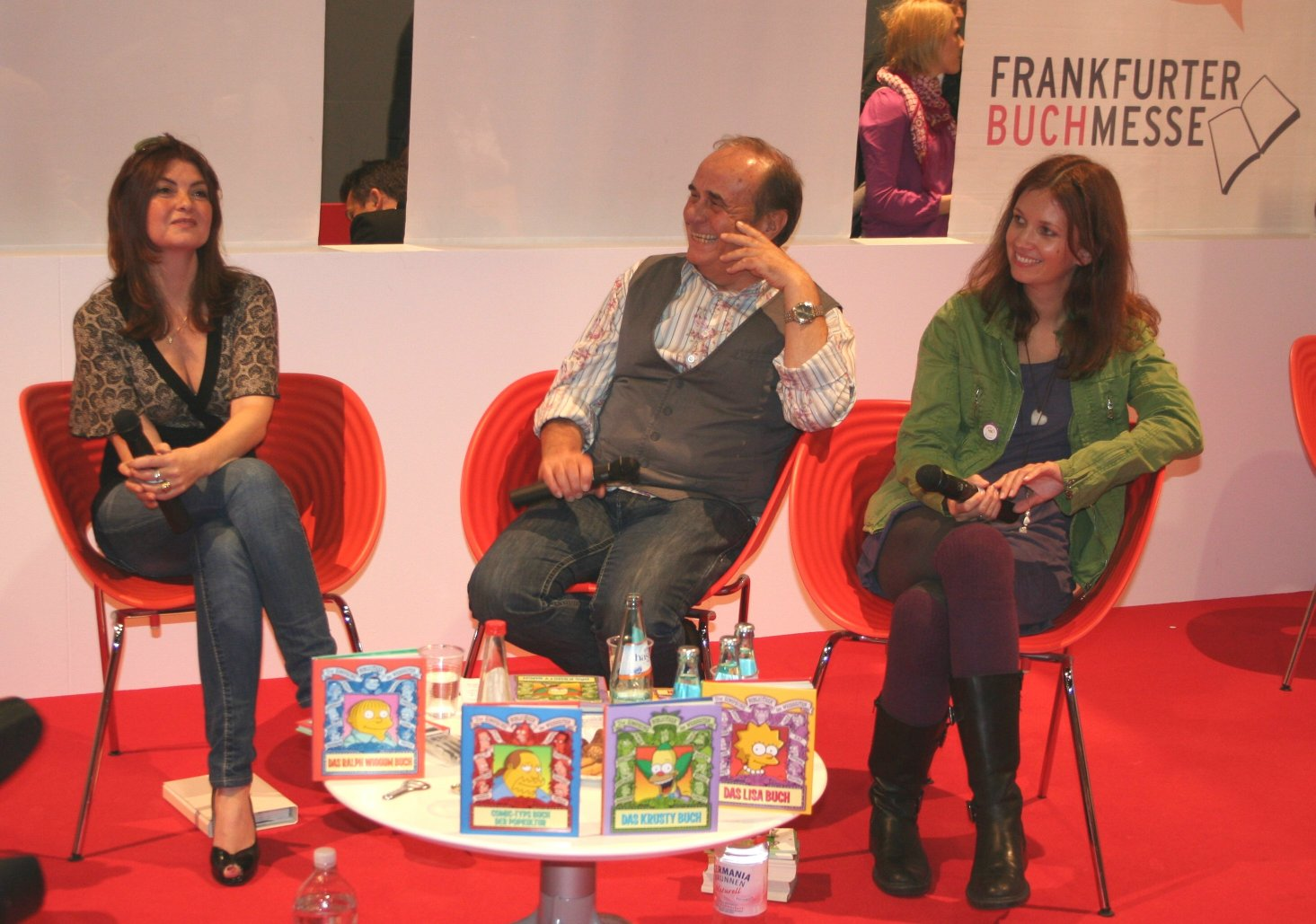
Beate Pfeiffer (links) auf der Frankfurter Buchmesse

Nach dem Abitur hospitierte Pfeiffer 1981/82 am Saarländischen Staatstheater in Saarbrücken, an die sich ein einjähriges Schauspielstudium an der Otto-Falckenberg-Schule in München anschloss. Von 1984 bis 1990 absolvierte sie ein Innenarchitektur-Studium an der FH Kaiserslautern und schloss dieses als Diplom-Designer Innenarchitektur (FH) erfolgreich ab. Während des Studiums war sie auch als Bühnenbildassistentin am Pfalztheater Kaiserslautern tätig.
Nach dem Studium beendete Pfeiffer in München ihre Schauspielausbildung durch Privatunterricht, blieb aber auch weiterhin als Innenarchitektin tätig. Es folgten mehrere Engagements an verschiedenen Münchner Bühnen. Seit 1992 ist sie als Schauspielerin, Synchronsprecherin, Dialogbuchautorin und Synchronregisseurin tätig. Zu ihren bekanntesten Synchronrollen zählt Ralph Wiggum aus den Simpsons. Mit ihrem Lebensgefährten Ernest Staar veröffentlicht sie im eigenen Verlag Pfeiffer-Staar GbR Hörspiel-CDs. Ferner tritt Pfeiffer auch mit Krimis und anderen Texten bundesweit bei Lesungen auf.

## Filmografie (Auswahl)
- 1994: Das Baby der schwangeren Toten (Fernsehfilm)
- 1995: Der Räuber mit der sanften Hand (Fernseh-Mehrteiler)
- 1997: Dein Tod ist die gerechte Strafe (Fernsehfilm)
- 1997: Du hast mir meine Familie geraubt (Fernsehfilm)
- 1997: Hotel Mama – Die Rückkehr der Kinder (Fernseh-Filmreihe)
- 1998: Forsthaus Falkenau – Aller Anfang ist schwer (Fernsehserie)
- 1998: Menschenjagd (Fernsehfilm)
- 1998: SOKO 5113 (Fernsehserie)
- 1999: Der preußische Junge (Kurzfilm)
- 1999: Der Westwalltisch (Kurzfilm)
- 1999: Siersburger Puppen (Kurzfilm)
- 2001: Bei aller Liebe (Fernsehserie)
- 2002: Annas Heimkehr (Fernsehfilm)
- 2003: Mit Herz und Handschellen (Fernsehserie)
- 2004: Tatort: Märchenwald (Fernsehreihe)
- 2005: Seelenfrieden (Kurzfilm)
- 2005: Adelheid und ihre Mörder – Heiße Ware
- 2006: Die Rosenheim-Cops – Die Gattin des Anwalts
- 2006: Blutsbande (Fernsehfilm)
- 2006: Inga Lindström – Vickerby für immer (Fernsehfilm)
- 2006: Tatort – Aus der Traum
- 2008: Die Sache mit dem Glück
- 2009: Der Bulle von Tölz: Abenteuer Mallorca
- 2009: Der Staat ist für den Menschen da (Fernsehfilm)
- 2009: Faktor 8 – Der Tag ist gekommen (Fernsehfilm)
- 2009: Klimawechsel (Fernsehserie)
- 2010: Monte Belpo (Kurzfilm)
- 2011: Charlie & Carl (Kurzfilm)

## Theaterengagements
- 1983/84: Emilia Galotti, Rolle: Puppe, Münchner Kammerspiele
- 1982: Die Schneekönigin, Rolle: Sonja, Saarländisches Staatstheater, Saarbrücken
- 1994: Mord im Pfarrhaus, Rolle: Virginia, Blutenburg-Theater, München
- 1994: Warte bis es dunkel ist, Rolle: Gloria, Blutenburg-Theater, München
- 1999: Tod auf dem Nil, Rolle: Grant, Blutenburg-Theater, München
- 2001: Ein ungleiches Paar, Rolle: Vera, Kleine Komödie am Max II, München
- 2002: Ein Traum von Hochzeit, Rolle: Rachel, Kleine Komödie am Max II, München
- 2004: Taxi Taxi, Rolle: Mary, Kleine Komödie am Max II, München
- 2008: Mit Engelszungen, Rolle: Muriel, Theatergastspiele Kempf

## Sprechertätigkeiten

### Hörspiele (Auswahl)
- 2000: Passion (SWR)
- 2004: Weinkrimis zum Schmunzeln
- 2006: Duftkrimis zum Schmunzeln
- 2008: Meer der Illusionen (WDR)

### Computerspiele (Auswahl)
- Addy 5
- Barbie
- Die Simpsons
- Dynasty Warriors 3
- Emil und Pauline
- Kessen II
- Redshift
- Fable (Sprecherin für NPCs)

### Werbung (Auswahl)
- ARD – St. Angela / Hörfunk
- Blend-a-med / TV
- Quelle / Hörfunk

### Synchronisation (Auswahl)

#### Filme
- 2000: Girls United – Natina Reed als Jenelope
- 2000: Coyote Ugly – Elizabeth Beckwith als Empfangsdame
- 2003: 3 Engel für Charlie – Volle Power – Ashley Olsen als Zukunftsengel 1
- 2004: Sky Captain and the World of Tomorrow – Nancy Crane als Sekretärin
- 2005: Der Herr des Hauses – Monica Keena als Evie
- 2005: Düstere Legenden 3 – Olesya Rulin als Mindy
- 2006: Das Netz 2.0 – Keegan Connor Tracy als Z.Z.
- 2007: Die Simpsons – Der Film – Nancy Cartwright als Ralph Wiggum
- 2010: Pokémon 13 – Zoroark: Meister der Illusionen – Chinami Nishimura als Officer Rocky

#### Serien
- 1990: Record of Lodoss War – Yumi Tōma als Deedlit
- seit 1991: Die Simpsons – Nancy Cartwright als Ralph Wiggum
- 1996: Die Macht des Zaubersteins – Yoshino Takamori als Nadia
- 1997–1998: Sailor Moon – Miyako Endou als Unazuki Furuhata
- 2003–2010: Caillou – Graeme Jokic als Leo
- 2003–2020: Inu Yasha – Akiko Nakagawa als Sota Higurashi
- 2004: FLCL – Izumi Kasagi als Mamimi Samejima
- 2004: Record of Lodoss War: Chronicles of the Heroic Knight – Shiho Niiyama als Deedlit
- 2004: Shaman King – Megumi Hayashibara als Anna
- 2005, 2007–2011: Pokémon – Chinami Nishimura als Officer Rocky
- 2021: Shaman King 2021 – Megumi Hayashibara als Anna Kyohyama

### Synchron-Dialogbuch-Autorin / -Regie
- AIKa R-16: Virgin Mission, Dialogbuch & Regie
- Dance in The Vampir Bund, 6 Folgen, Dialogbuch
- Der kleine blaue Drache, Dialogbuch & Regie
- Fushigi Yuugi, 2 Folgen, Dialogbuch
- .hack//SIGN, 4 Folgen, Dialogbuch
- Hellsing III & IV OVA, Dialogbuch & Regie
- Kikoriki, 9 Folgen, Dialogbuch
- Parasite Dolls, 3 Folgen, Dialogbuch
- Red Caps, 10 Folgen, Dialogbuch
- RahXephon, 2 Folgen, Dialogbuch
- Record of Lodoss Wars – Chronicles of the Heroic Knight, 26 Folgen, teilweise Regie
- Saltmark, Dialogbuch & Regie
- Shaman King, 5 Folgen, Dialogbuch

## Autorin
- Beate Pfeiffer: Historische Gast-Häuser und Hotels Saarland. Hoffmann Verlag, 1. Auflage 2008, ISBN 978-3-935-83446-9.